# Lijst van spelers van Unión Española
Deze lijst omvat voetballers die bij de Chileense voetbalclub Unión Española spelen of gespeeld hebben. De namen zijn alfabetisch gerangschikt.

## A
- Miguel Aceval
- Albert Acevedo
- Gerson Acevedo
- Alejandro Acosta
- Clarence Acuña
- Jorge Acuña
- Sergio Ahumada
- Francisco Alarcón
- Henry Allen
- Patricio Almendra
- Nicolás Altamirano
- Jorge Ampuero
- Víctor Andrada
- Raúl Angulo
- Pedro Arancibia
- Jorge Aravena
- Mario Aravena
- Raúl Arenas
- Antonio Arias
- Benito Armingol
- Fernando Astengo
- Moisés Ávila

## B
- Osvaldo Barsottini
- Rubén Bascuñán
- Manuel Beiza
- Richard Benítez
- Valentín Beperet
- Guillermo Beraza
- Hugo Berly
- Gustavo Biscayzacú
- Jaime Bravo
- José Buljubasich
- Ramsés Bustos
- Carlos Buttice

## C
- Mario Cáceres
- Claudio Calderón
- Gustavo Canales
- Nicolás Canales
- Hernán Caputto
- Juan Carreño
- Voltaire Carvajal
- Fernando Carvallo
- Luis Carvallo
- Juan Castillo
- Humberto Contreras
- Fernando Cordero
- Gerardo Cortes
- Nelson Cossio
- Atilio Cremaschi
- Carlos Cubillos

## D
- Leandro Delgado
- Casiano Delvalle
- José Díaz
- Mauro Díaz
- Aníbal Domeneghini
- Alfonso Domínguez
- Nahuel Donadell

## E
- Federico Elduayen
- Emerson Pereira
- Enzo Escobar
- Giovanny Espinoza
- Rubén Espinoza
- Víctor Estay
- Raúl Estévez

## F
- Rogelio Farias
- Hernán Fernández
- Francis Ferrero
- Luis Figueroa
- Felipe Flores
- Alberto Fouilloux
- Johan Fuentes

## G
- Manuel Gaete
- Julio Gaona
- Pedro García
- Rodrigo Gattás
- Aníbal González
- Esteban González
- Juan Carlos González
- Pedro González
- Rafael González
- Ricardo González
- Fernando Gutiérrez
- Julio Gutiérrez

## H
- Kevin Harbottle
- Leonel Herrera
- Luis Eduardo Hicks
- Marco Hidalgo

## I
- Manuel Ibarra
- Eddio Inostroza

## J
- Sebastián Jaime
- Luis Jara
- Marcelo Jara
- Arturo Jáuregui
- José Luis Jerez
- Cristóbal Jorquera

## L
- Honorino Landa
- Francisco Las Heras
- Claudio Latorre
- Braulio Leal
- Martín Ligüera
- Cristián Limenza
- Eduardo Lobos
- Pedro López
- Jaime Lopresti
- Mario Lorca
- Víctor Loyola
- Jorge Luco

## M
- Juan Machuca
- Rodolfo Madrid
- Luis Marín
- Rubén Martínez
- Matías Masiero
- Felipe Mediavilla
- Alexander Medina
- Luis Medina
- Luis Miranda
- Sebastián Miranda
- Leonardo Monje
- Cristián Montecinos
- Pablo Morales
- Héctor Morán
- Juan Carlos Muñoz

## N
- Francisco Nájera
- Manuel Neira
- Miguel Ángel Neira
- Jorge Neumann
- Francisco Nitsche
- Alexis Norambuena
- Claudio Nuñez
- Nicolás Núñez

## O
- Rafael Olarra
- Juan Olivares
- Roberto Órdenes
- Jonathan Orellana
- Jorge Orellana
- Miguel Orellana
- Andrés Oroz
- Mario Osbén

## P
- Carlos Pacheco
- Raúl Palacios
- Isaías Peralta
- Jorge Peredo
- Joel Pérez
- José Pérez
- Rodrigo Pérez
- Luis Pino
- Héctor Pinto
- Víctor Pizarro
- Dante Poli
- Mauricio Pozo

## Q
- Ricardo Queraltó
- Waldo Quiroz

## R
- David Ramírez
- Jaime Ramírez
- Renato Ramos
- Joel Reyes
- Pedro Reyes
- Juan Ribera
- Fernando Riera
- Omar Riquelme
- Carlos Rivas
- Juan Rivera
- Jorge Rodríguez
- Juan Rodríguez
- Luis Rodríguez
- Manuel Rodríguez
- Carlos Rojas
- Francisco Rojas
- Luis Rojas
- Mauricio Rojas
- Óscar Rojas
- Ricardo Rojas
- Andrés Romero
- Diego Rosende
- Sebastián Rozental
- Jaime Rubilar
- Eduardo Rubio
- Rodrigo Ruíz

## S
- Fabián Saavedra
- Gregory Saavedra
- Mario Salas
- José Salcedo
- Sergio Salgado
- César Santis
- Diego Scotti
- Cristián Sepúlveda
- Juan Carlos Sepúlveda
- José Sierra
- Moisés Silva
- César Silvera
- Fernando Solís
- Mario Soto
- Jorge Spedaletti

## T
- Carlos Tapia
- Héctor Tapia
- Nelson Tapia
- Patricio Toledo
- Jorge Toro
- Juan Toro
- Alejandro Trujillo

## U
- Francisco Ugarte
- Julián Urrizola
- Francisco Urroz

## V
- Francisco Valdés
- René Valenzuela
- Rodrigo Valenzuela
- Leopoldo Vallejos
- Rubén Vallejos
- Sergio Vargas
- Marcelo Vega
- Leonardo Véliz
- Adán Vergara
- Fernando Vergara
- Matías Vidangossy
- Gabriel Vilches
- Luis Vildozo
- Gonzalo Villagra
- Marco Villaseca
- Gustavo Viveros

## W
- Rainer Wirth

## Y
- Guillermo Yávar

## Z
- Richard Zambrano
- Eladio Zárate